# Charles III de Rohan-Guéméné
Charles III de Rohan, duc de Montbazon, prince de Guémené (30 septembre 1655 – 10 octobre 1727) est un gentilhomme français, membre de la Maison de Rohan et pair de France.

## Biographie
Fils de Charles II de Rohan-Guémené, prince de Guémené, il porte le titre de prince de Guémené sa vie durant, même après avoir reçu de son père le duché de Montbazon en 1678.
Sa mère Jeanne-Armande de Schomberg est la fille d'Henri de Schomberg, Maréchal de France, dont elle est l’aînée des quatre enfants.
Il possédait en outre les titres de comte de Sainte-Maure, de La Haye et de (La) Nouâtre.
Il meurt au Château de Rochefort-en-Beauce à l'âge de 72 ans. Son fils aîné lui succède. Son troisième fils est le fondateur de la branche Rochefort de la Maison de Rohan. Les descendants de cette branche vivent actuellement en Autriche, depuis qu'ils ont quitté la France à la  Révolution française.

## Famille et descendance
Le 19 février 1678, il épouse Marie-Anne d'Albert (fille de Louis, duc de Luynes et d'Anne de Rohan-Montbazon), dont la sœur est Jeanne-Baptiste d'Albert de Luynes, maîtresse de Victor-Amédée II de Savoie. Marie-Anne est à la fois la petite-fille paternelle et la nièce maternelle de Marie de Rohan, la célèbre duchesse de Chevreuse. Mais elle meurt en 1679 à l'âge de 16 ans, sans laisser de descendance.
Le 30 novembre 1679, neuf mois seulement après le décès de sa première épouse, Charles III se remarie avec Charlotte-Élisabeth de Cochefilet (1657-1719), surnommée Mademoiselle de Vauvineux avant son mariage, fille de Charles de Cochefilet, comte de Vauvineux (1657-1719). Il a 14 enfants du deuxième mariage :
- Charlotte (1680-1733) qui épouse en 1717, Antoine de Colins, comte de Mortagne, mort en 1720 ; puis en 1729 Jean de Créquy, comte de Canaples.
- Louis-Henri né en octobre 1681, mort le 22 janvier 1689.
- François-Armand de Rohan-Guémené (1682-1717, prédécédé), prince de Montbazon. Brigadier, il épouse en 1698, Louise-Julie fille de Godefroy-Maurice de La Tour d'Auvergne, duc de Bouillon.
- Anne-Thérèse (1684-1738), abbesse de l'Abbaye Notre-Dame-de-Jouarre.
- Louis-Henri (1686-1748), comte de Rochefort-en-Yvelines.
- Mademoiselle de Rochefort née le 19/11/1687.
- Hercule-Mériadec de Rohan-Guémené (1688-1757), duc de Montbazon et prince de Guémené, dont le fils Jules-Hercule-Meriadec de Rohan-Guémené épouse Marie-Louise de La Tour d'Auvergne. Au XVIIIe siècle, les alliances entre Rohan et La Tour d'Auvergne, se perpétuent avec Anne-Marie-Louise de La Tour d'Auvergne et Charles de Rohan-Soubise.
- Marie-Anne (1690-1743), abbesse de Penthemont.
- Anne (1690-1715), religieuse.
- Élisabeth (1691-1753), abbesse de Préaux et abbesse de l'Abbaye du Repos de Notre-Dame de Marquette.
- Charles de Rohan, prince de Rochefort (1693-1763) : père de Charles-Jules (arrière-arrière-grand-père d'Alain de Rohan), d'où la suite des ducs de Montbazon, princes de Guémené, à partir de 1846.
- Armand-Jules de Rohan-Guémené né en 1695, abbé du Gard et abbé de Gorze, puis archevêque de Reims et pair de France.
- Charlotte-Julie (1696-1756), religieuse.
- Louis-Constantin de Rohan (1697-1779), cardinal-évêque de Strasbourg.